# Volo RED Air 203
Il volo RED Air 203 (L5203/REA203) è stato un collegamento passeggeri internazionale di linea da Santo Domingo, nella Repubblica Dominicana, all'aeroporto Internazionale di Miami, negli Stati Uniti. Il 21 giugno 2022, il McDonnell Douglas MD-82 che operava il servizio subì il cedimento del carrello d'atterraggio sinistro e uscì di pista, causando l'impatto dell'ala sinistra dell'aereo con un'antenna aeroportuale, seguito da un successivo incendio sul lato destro del velivolo. L'incidente comportò il ricovero in ospedale di tre persone con ferite minori.

## L'aereo
L'aeromobile coinvolto nell'incidente era un McDonnell Douglas MD-82 con registrazione HI1064 e numero di serie 53027. L'aereo era stato consegnato per la prima volta ad American Airlines nel dicembre 1990, dove operò fino all'agosto 2014. L'aereo venne poi tenuto fermo in hangar fino all'agosto 2017, quando fu acquistato da LASER Airlines. Il velivolo, che era stato dipinto nella livrea di Orange Air, non entrò mai in servizio con tale compagnia. Fu poi trasferito a RED Air, una sussidiaria di LASER Airlines, nel febbraio 2021.

## Passeggeri ed equipaggio
A bordo del velivolo c'erano 140 persone: 130 passeggeri e 10 membri dell'equipaggio. I funzionari dell'aeroporto riferirono che tutti gli occupanti sopravvissero all'incidente. Tre persone che presentavano ferite minori vennero ricoverate in ospedale.

## L'incidente
Stando ai dati forniti da Flightradar24, il volo RED Air 203 partì dall'aeroporto Internazionale Las Américas nella Repubblica Dominicana alle 15:36 (19:36 UTC) diretto all'aeroporto Internazionale di Miami. Dopo un volo di due ore e tre minuti l'aereo venne autorizzato ad un avvicinamento strumentale di tipo ILS; l'avvicinamento risultò normale e alle 17:38 (21:38 UTC) il velivolo atterrò sulla pista 09, toccando il suolo prima con il carrello principale destro; quando anche il carrello principale sinistro toccò la pista, questo cedette, causando il contatto dell'ala sinistra con il suolo. Poco prima che l'aereo si fermasse completamente, anche il carrello di atterraggio destro e quello anteriore collassarono causando danni al muso e provocando la rottura dei serbatoi, con conseguente fuoriuscita di carburante da cui scaturì un incendio sul lato destro del velivolo. Il velivolo urtò anche una torre di comunicazione e un piccolo edificio prima di prendere fuoco. I passeggeri iniziarono ad evacuare l'aereo circa 5 secondi dopo l'arresto del velivolo, riuscendo a mettersi in salvo con i loro effetti personali. Questo fu il primo incidente aereo che coinvolse la compagnia RED Air.

## Le indagini
Il National Transportation Safety Board (NTSB) è giunto sul posto il giorno successivo e ha avviato un'indagine. Un rapporto preliminare emesso dall'NTSB citava quattro passeggeri feriti in modo lieve, invece dei tre originariamente riportati dai giornali. Il rapporto affermava inoltre che entrambi i registratori di volo (FDR e CVR) erano stati recuperati e i loro dati scaricati con successo dall'NTSB. L'NTSB ha fatto rimuovere i componenti dei carrelli di atterraggio per analizzarli.

### Rapporto preliminare
Il National Transportation Safety Board ha pubblicato il rapporto preliminare sull'incidente il 15 luglio 2022, affermando che il volo era il secondo della giornata da parte dell'attuale equipaggio di volo. Il comandante era il pilota di controllo mentre il primo ufficiale era il pilota di volo. Il volo è partito dall'aeroporto Internazionale Las Américas di Santo Domingo alle 15:35 dopo un ritardo di 36 minuti. L'aereo è stato autorizzato ad atterrare all'Aeroporto Internazionale di Miami, pista 09 con un avvicinamento tramite Instrument Landing System (ILS). Il primo ufficiale ha riferito che l'atterraggio è stato regolare e che hanno toccato il suolo prima con il carrello principale destro e poi con quello sinistro leggermente a destra della linea di mezzeria. I piloti hanno avuto la sensazione di un aumento delle vibrazioni sul lato sinistro dell'aereo poco dopo l'atterraggio del carrello principale sinistro. Durante il roll-out, il carrello sinistro ha ceduto, l'aereo ha girato verso sinistra, ha lasciato la superficie asfaltata e ha impattato contro la pensilina della pista 30. Durante l'uscita di pista e l'impatto con la struttura in acciaio e cemento, il carrello principale destro dell'aereo ha ceduto e i serbatoi del carburante si sono rotti. Poco dopo l'arresto dell'aereo, si è sviluppato un incendio sull'ala destra.

### Rapporto finale
L'NTSB ha pubblicato il rapporto finale sull'incidente il 25 aprile 2024, in cui afferma che la causa dell'incidente è stata il mancato funzionamento dello smorzatore di vibrazioni del carrello principale sinistro durante l'atterraggio. Le vibrazioni hanno causato il cedimento del collegamento di coppia inferiore del carrello e il conseguente collasso dell'intero carrello sinistro.